# تابستان میمون‌ها (فیلم ۱۹۹۸)
تابستان میمون‌ها (به انگلیسی: Summer of the Monkeys) یک فیلم سینمایی آمریکایی-کانادایی در ژانر ماجراجویی و خانوادگی محصول سال ۱۹۹۸ به کارگردانی مایکل اندرسون بر اساس رمان کودکانه توسط ویلسون راولز نوشته شده است.

## بازیگران
- مایکل اونتکان در نقش جان لی
- لسلی هوپ در نقش سارا لی
- ویلفورد بریملی در نقش پدربزرگ سام فرنس
- کوری سویر درنقش جی بری لی
- کیتی استوارت درنقش دیزی لی
- دان فرانکس درنقش بیلیس هچر
- آندره تیرن در نقش جابرت
- کیم شرینر درنقش رز
- ملیسا لوزوف در نقش خانم فریمن
- وین بهترین به عنوان آقای پترسون[۱][۲]